# إيرا س. أوينز
إيرا س. أوينز (بالإنجليزية: Ira C. Owens)‏ هو عسكري أمريكي، ولد في 31 يوليو 1936 في كورتيز في الولايات المتحدة.